# Zacremnops ekchuah
Zacremnops ekchuah är en stekelart som beskrevs av Michael J. Sharkey 1990. Zacremnops ekchuah ingår i släktet Zacremnops och familjen bracksteklar. Inga underarter finns listade i Catalogue of Life.